# Wilhelm Bick
Wilhelm Bick (* 1. Dezember 1903 in Essen; † 13. Juli 1980 in Berlin) war ein deutscher KPD- und SED-Funktionär und Diplomat. Er war Vorsitzender des Rates des Bezirkes Schwerin.

## Leben
Der Sohn eines Arbeiters wurde ab 1919 im Kohlensäurewerk Essen zum Kaufmann ausgebildet. Anschließend arbeitete er von 1921 bis 1923 in der Konsumgenossenschaft Essen. Nach seiner Entlassung war er als Hilfsarbeiter im Stein- und Marmorwerk Essen tätig.
Seit 1926 war er Funktionär, ab 1927 Vorsitzender des Arbeiter-Turn- und Sportvereins. Ebenfalls 1926 trat er in die KPD ein. Von 1926 bis 1931 war er Hauptbuchhalter und zweiter Geschäftsführer im Ruhr-Echo-Verlag der KPD. Als Mitglied der KPD-Bezirksleitung reiste er 1930 mit einer Delegation für fünf Wochen in die Sowjetunion. 1932 bis 1934 war er Geschäftsführer des Arbeiter-Zeitungs-Verlags in Saarbrücken.
In den Jahren 1933 bis 1935 leistete er im Saargebiet illegale politische Arbeit. Anschließend arbeitete er bis 1936 in Verlagen in Frankreich, der Schweiz und in Belgien. Ende 1936 ging er nach Spanien, wo er zunächst in der XII. Internationalen Brigade, später im Thälmann-Bataillon kämpfte. 1937 war er Kommandant (Kapitän) der Kaserne Garde national in Albacete. Wegen einer Erkrankung musste er 1938 nach Dänemark gehen.
Am 7. September 1939 erfolgte seine Ausbürgerung aus Deutschland. Er leistete in den Jahren 1940 bis 1943 weiterhin illegale politische Arbeit. 1943 ging er nach Schweden, wo er von Oktober bis März des folgenden Jahres in Smedsbo interniert wurde. Ab Sommer 1944 arbeitete er in Borås und ging ein Jahr später nach Kopenhagen.
Ende 1945 kehrte er nach Deutschland zurück und ging in die Sowjetische Besatzungszone. Er leitete zunächst die Genossenschaftsabteilung im KPD/SED-Landesverband Schwerin, später die Abteilung für Kommunalpolitik. Ab 1946 bis 1949 war er stellvertretender Leiter des Konsumvorstandes in Mecklenburg. Gleichzeitig gehörte er bis 1952 dem Landtag Mecklenburg an. Seit 1947 war er Mitglied des Sekretariats des SED-Landesvorstandes Mecklenburg, von 1952 bis 1958 der SED-Bezirksleitung Schwerin.

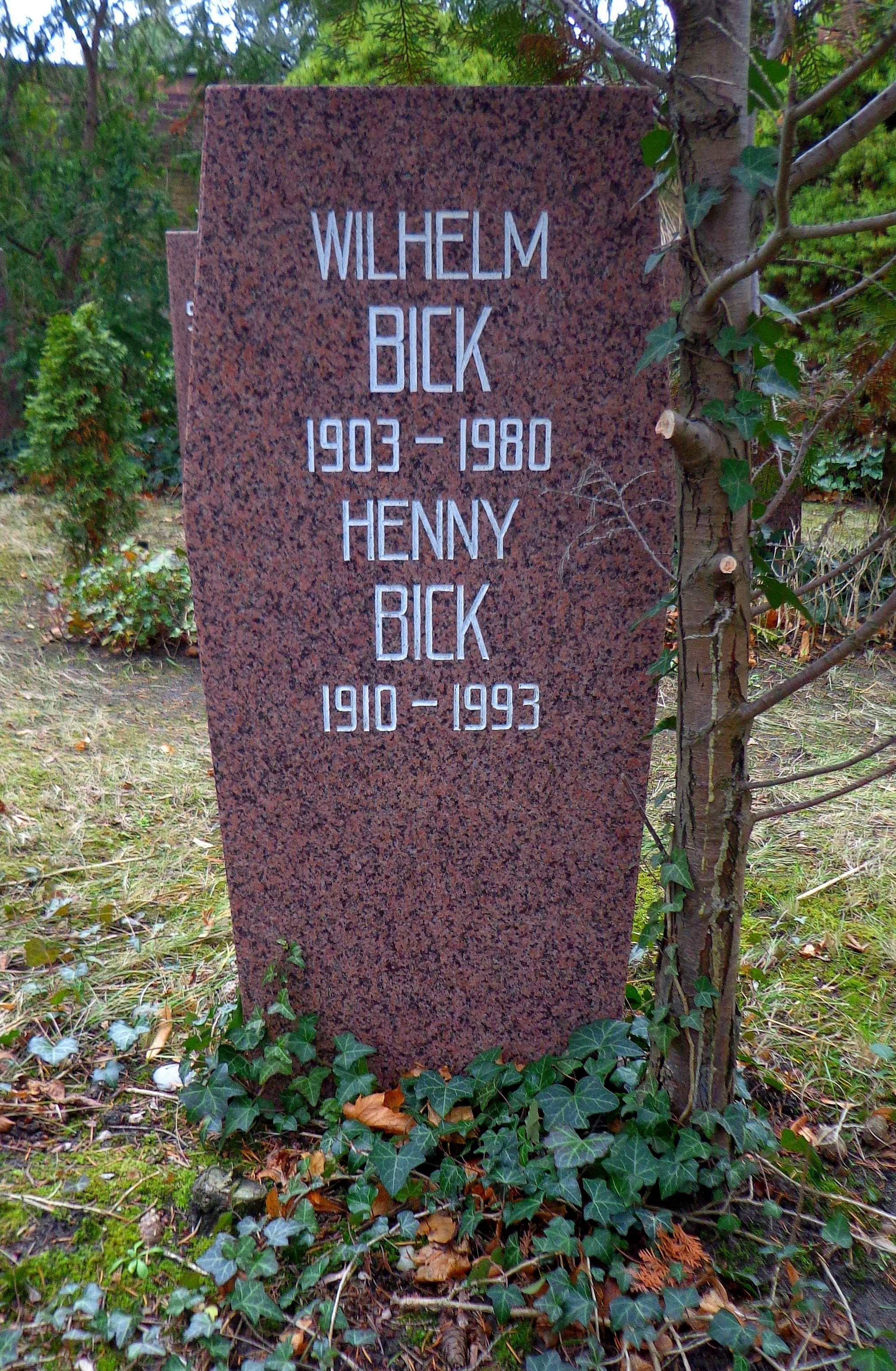
Grabstätte

Anfang 1948 wurde er Generalstaatsanwalt von Mecklenburg. Nach der Berufung von Johannes Warnke in die Provisorische Regierung der DDR wurde er am 18. Oktober 1949 von Ministerpräsident Wilhelm Höcker zum Innenminister des Landes Mecklenburg berufen. Dieses Amt hatte er bis Juli 1952 inne. 1950 absolvierte er einen Sonderlehrgang beim Ministerium des Innern in Berlin und war außerdem im Januar/Februar 1950 kurzzeitig als Nachfolger Siegfried Wittes Wirtschaftsminister des Landes.
In den Jahren 1950 bis 1954 war er Abgeordneter der Volkskammer. Von Juli 1952 bis Mai 1958 war er Vorsitzender des Rates des Bezirkes Schwerin und Mitglied des Bezirkstages. Anschließend war er bis 1963 Botschafter in Rumänien. Danach arbeitete er bis zur Rente 1965 als Leiter der Abteilung Nordeuropa im Ministerium für Auswärtige Angelegenheiten. 
Seine Urne wurde in der Grabanlage Pergolenweg des Berliner Zentralfriedhofs Friedrichsfelde beigesetzt.

## Auszeichnungen
- 6. Mai 1955 Vaterländischer Verdienstorden in Silber
- 1973 Vaterländischer Verdienstorden in Gold
- 1978 Ehrenspange zum Vaterländischen Verdienstorden in Gold